# Hettingen (Austevoll)
Ne doit pas être confondu avec Hettingen.
Hettingen est une île norvégienne dans le comté de Hordaland. Elle appartient administrativement à Austevoll.

## Géographie
Rocheuse et désertique à l'exception d'une légère végétation, elle s'étend sur environ 350 m de longueur pour une largeur approximative de 264 m. 